# Castelbuono vasútállomás
Castelbuono vasútállomás egy vasútállomás Olaszországban, Szicília régióban, Palermo megyében, Castelbuono településen. Forgalma alapján az olasz vasútállomás-kategóriák közül a bronz kategóriába tartozik.

## Vasútvonalak
Az állomást az alábbi vasútvonalak érintik:
- Palermo–Messina-vasútvonal